# Leptophis depressirostris
Leptophis depressirostris är en ormart som beskrevs av Cope 1861. Leptophis depressirostris ingår i släktet Leptophis och familjen snokar. Inga underarter finns listade i Catalogue of Life.
Denna orm förekommer främst i Centralamerika von Nicaragua till södra Panama. En avskild population lever i nordvästra Colombia. Leptophis depressirostris vistas i låglandet och i bergstrakter upp till 1050 meter över havet. Individerna lever i regnskogar som bör vara ganska ursprungliga. Honor lägger ägg.
För beståndet är inga hot kända och Leptophis depressirostris är vanligt förekommande i lämpliga landskap. IUCN listar arten som livskraftig (LC).